# 이정호 (교수)
이정호(?~)는 대한민국의 교수이며, 현재 한국과학기술원 의과학대학원 신경과학 및 유전체의학 교수직을 맡고 있다.

## 교육
- 2003-2009: 연세대학교 의과대학 신경과학 박사 (Ph.D.)
- 1997-2003: 연세대학교 의과대학 의학사 (MD)

## 경력
- 2023-현재: KAIST 의과학대학원 전임교수
- 2017-2023: KAIST 의과학대학원 부교수
- 2012-2017: KAIST 의과학대학원 조교수
- 2009-2012: UC San Diego/HHMI Postdoctoral fellow